# Scaphopetalum talbotii
Scaphopetalum talbotii är en malvaväxtart som beskrevs av E. G. Baker. Scaphopetalum talbotii ingår i släktet Scaphopetalum och familjen malvaväxter. Inga underarter finns listade i Catalogue of Life.